# دايفيد أتكينس
دايفيد أتكينس (بالإنجليزية: David Atkins)‏ هو كاتب سيناريو ومصمم رقص وممثل أسترالي، ولد في 12 ديسمبر 1955 بسيدني في أستراليا. من الجوائز التي نالها جائزة لورنس أوليفيه.

## جوائز
- جائزة لورنس أوليفيه

## وصلات خارجية
- دايفيد أتكينس على موقع IMDb (الإنجليزية)
- دايفيد أتكينس على موقع IMDb (الإنجليزية)
- دايفيد أتكينس على موقع ألو سيني (الفرنسية)
- دايفيد أتكينس على موقع ميوزك برينز (الإنجليزية)
- دايفيد أتكينس على موقع أول موفي (الإنجليزية)
- دايفيد أتكينس على موقع قاعدة بيانات الأفلام السويدية (السويدية)
- دايفيد أتكينس على موقع ديسكوغز (الإنجليزية)
- دايفيد أتكينس على موقع قاعدة بيانات الفيلم (الإنجليزية)
- دايفيد أتكينس على موقع كينوبويسك (الروسية)